# El Cedazo, Aguascalientes
El Cedazo är en ort i Mexiko.   Den ligger i kommunen Aguascalientes och delstaten Aguascalientes, i den centrala delen av landet, 400 km nordväst om huvudstaden Mexico City. El Cedazo ligger 1 863 meter över havet och antalet invånare är 234.
Terrängen runt El Cedazo är platt åt nordväst, men åt sydost är den kuperad. Terrängen runt El Cedazo sluttar västerut. Runt El Cedazo är det ganska tätbefolkat, med 129 invånare per kvadratkilometer. Närmaste större samhälle är Villa Licenciado Jesús Terán, 18,9 km nordost om El Cedazo. Trakten runt El Cedazo består i huvudsak av gräsmarker.